# Oise (département)
Pour les articles homonymes, voir Oise.

Drapeau de l’Oise

L'Oise (/waz/) est un département français de la région culturelle et historique de Picardie, aujourd'hui Hauts-de-France, dont le nom provient de la rivière éponyme qui le traverse. Ses habitants étaient appelés les Oisiens et officiellement les Isariens depuis 2004. Sa préfecture est Beauvais, qui est la plus grande ville du département.
L'Insee et La Poste lui attribuent le code 60. Formant auparavant, avec la Somme et l'Aisne, l'ancienne région Picardie, il constitue depuis 2016, avec quatre autres départements (Nord, Pas-de-Calais, Somme, Aisne), la région Hauts-de-France.

## Géographie

### Situation
L'Oise fait partie de la région Hauts-de-France. Avant 2016, elle appartenait à l’une de ses composantes, l'ex-région Picardie. C'est le département non francilien le plus proche de la capitale, avec plusieurs communes situées à moins de 40 kilomètres de Paris. Il est limitrophe des départements de la Somme, de l'Aisne, de Seine-et-Marne, du Val-d'Oise, de l'Eure et de la Seine-Maritime.

Paysages de l'Oise :
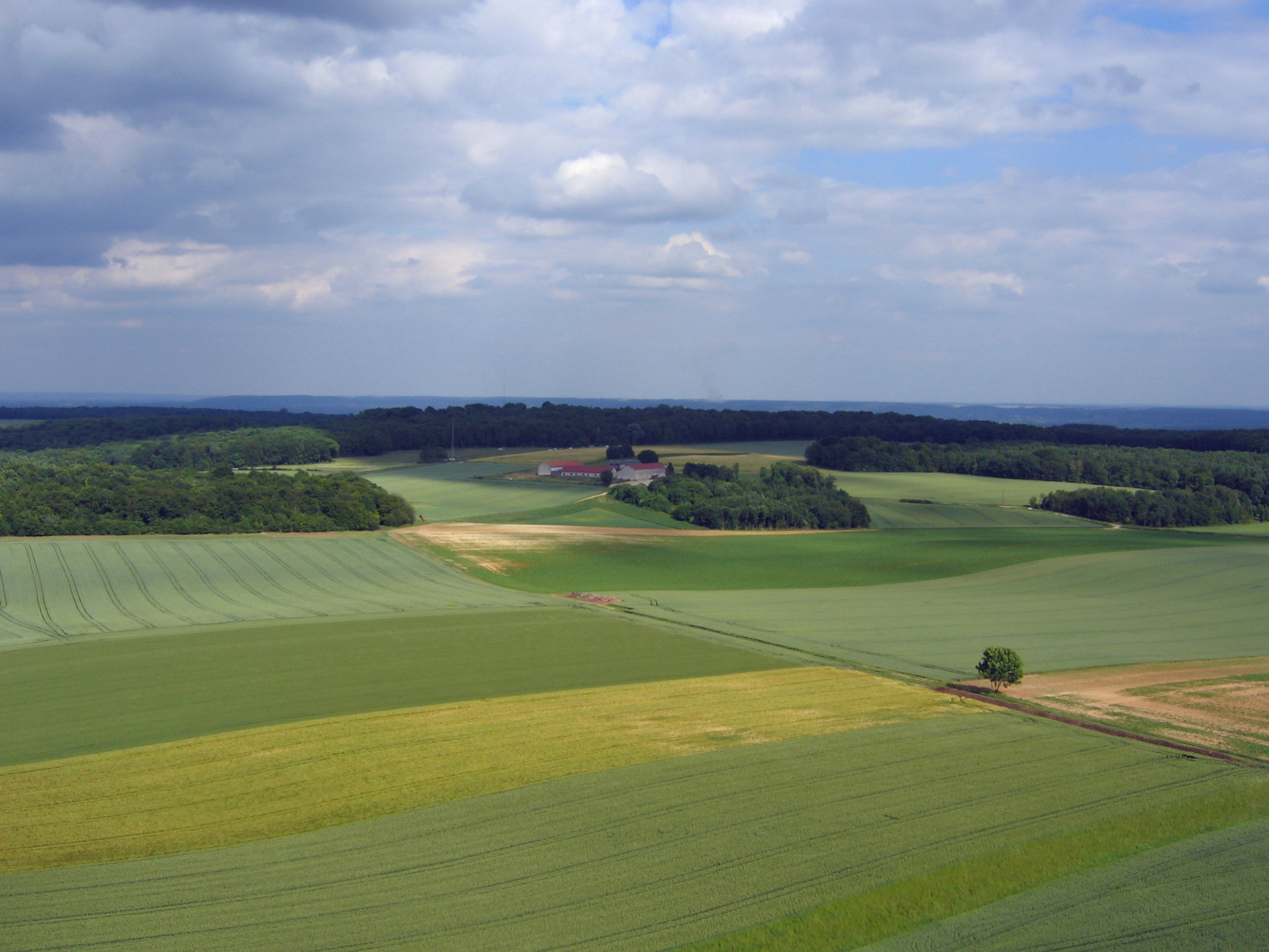
Cannectancourt, dans le nord-est.
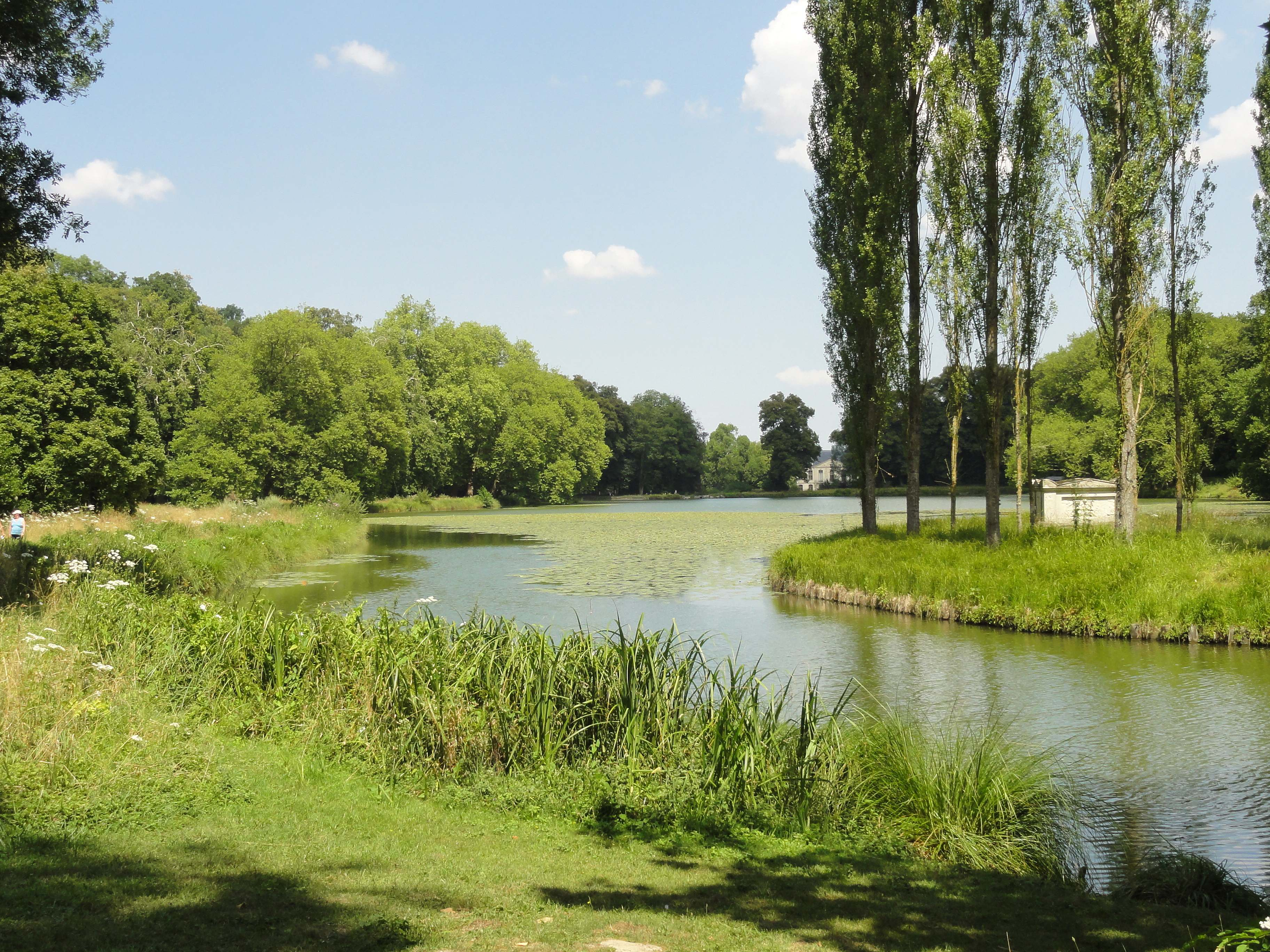
Ermenonville, dans le sud-est.

### Hydrographie

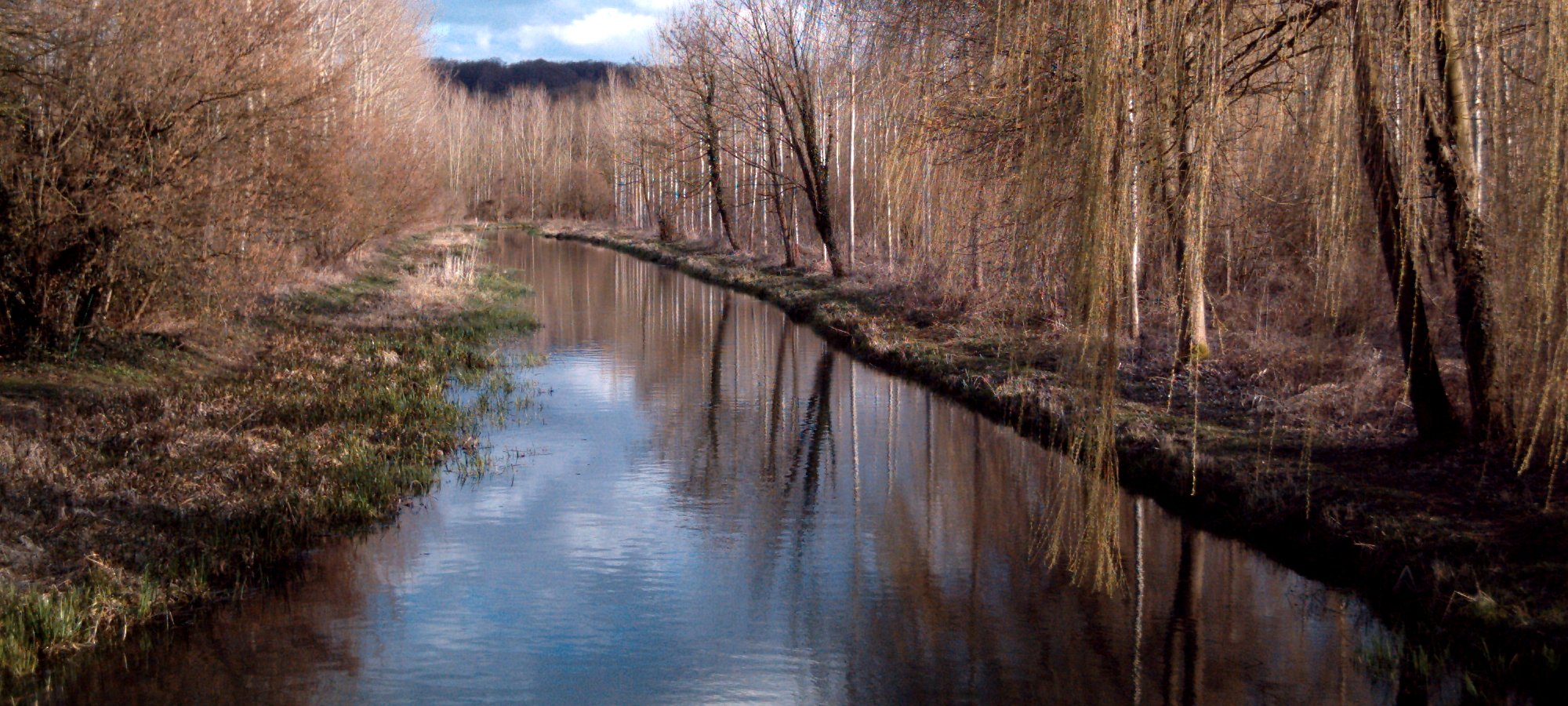
La Brêche, rivière affluente de l'Oise.

#### Cours d'eau
- La rivière de l'Oise, qui donne son nom au département, est le principal affluent de la Seine. Elle prend sa source près de Chimay en Belgique.
- L’Epte est un affluent en rive droite de la Seine.
- Le Thérain est une rivière affluente en rive droite de l'Oise du bassin de la Seine.
- L'Aisne prend sa source dans l'Argonne à Sommaisne, près de la limite entre les départements de la Meuse et de la Marne, et se jette dans l'Oise à Compiègne, après un long parcours de 353 kilomètres.
- L'Automne, qui coule dans les départements de l'Aisne et de l'Oise, est un affluent de l'Oise en rive gauche qui conflue à Verberie.
- La Noye est une rivière française dans les départements de l'Oise et de la Somme, et un affluent de l'Avre en rive gauche.
- La Nonette est un affluent de l'Oise en rive gauche.
- L'Aunette est un affluent de la Nonette en rive droite.
- La Bresle est un fleuve côtier se jetant dans la Manche au Tréport sur la Côte d’Albâtre.
- La Brêche ou Brèche est un affluent de l'Oise.
- Le Matz (prononcé /ma/) est une rivière affluente de l'Oise.
- La Viosne est une rivière affluente de l'Oise.
- L'Esches est une affluente de la rive droite de l'Oise.

#### Lacs et étangs
- Le plan d'eau du Canada est un lac artificiel, créé en 1981, situé au nord-ouest de Beauvais et le long du Thérain.
- Les étangs de Commelles sont quatre étangs en forêt de Chantilly, avec le château de la Reine-Blanche en style pseudo-gothique, qui donne au site un caractère romantique.

### Relief et géologie
Le département culmine au Signal de Courcelles, à 239 m sur la commune de Savignies à l'ouest de Beauvais.
Les couches albiennes, que l’on retrouve dans le pays de Caux, se prolongent jusqu’au pays de Bray. Ces couches sont mises au jour grâce aux carrières, nombreuses dans le pays de Bray. Ces carrières servent à la fabrication de briques et de tuiles, avec les argiles dites du Gault, qui se déposèrent pendant l’Albien.

### Climat
Le climat est de type océanique dégradé frais et humide. Le niveau des précipitations est dans la moyenne nationale, cependant la durée d'insolation, l'irradiation solaire globale quotidienne et les températures moyennes sont parmi les plus faibles de France.

### Transport

#### Débordement du réseau de transport de l'Île-de-France

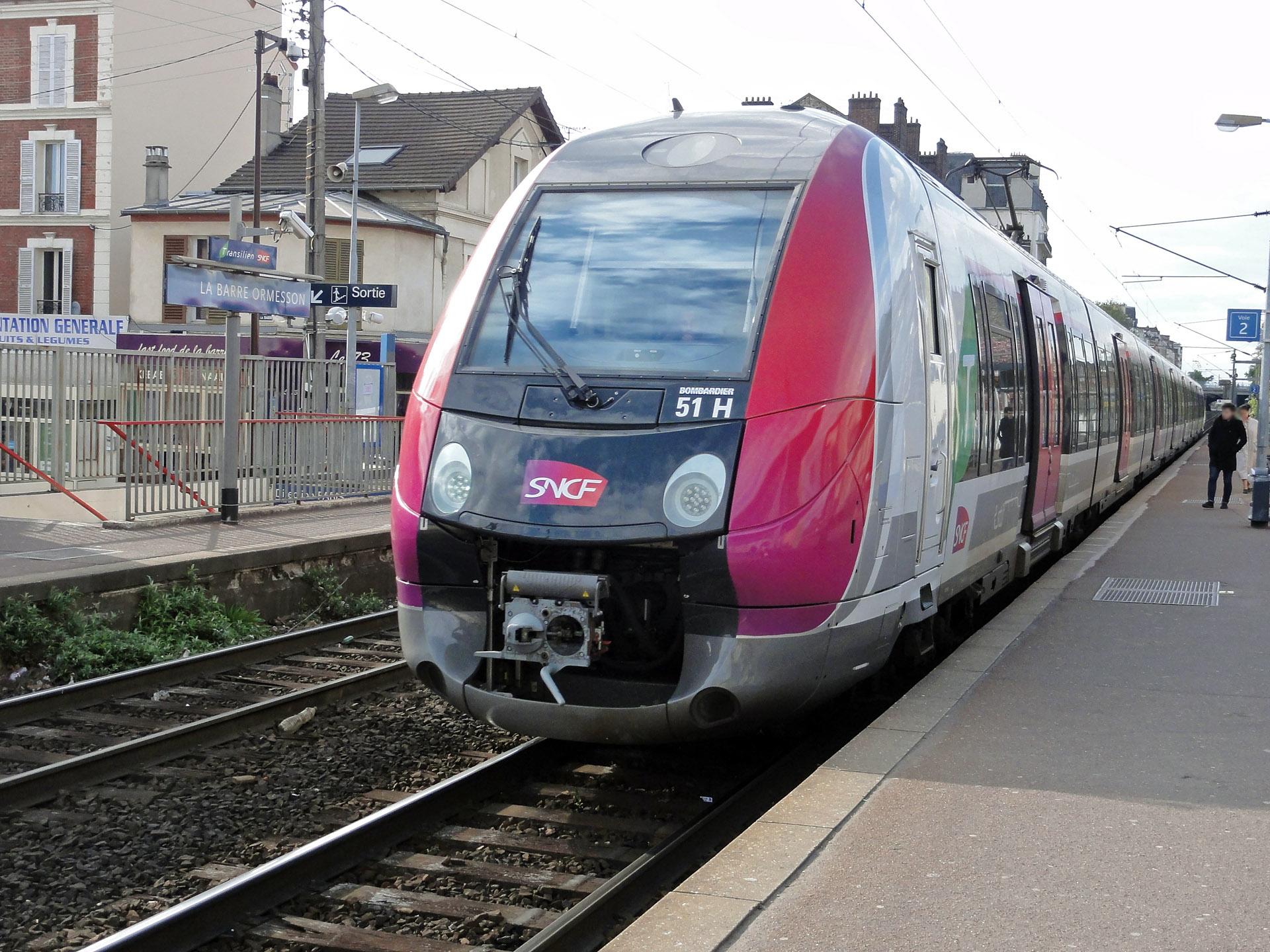
Rame de la ligne H du Transilien desservant le sud du département le reliant ainsi à l'Île-de-France.

Le département de l'Oise est desservi par cinq lignes du réseau francilien. Il s'agit de la ligne D du RER d'Île-de-France, avec les stations RER de La Borne Blanche, Orry-la-Ville - Coye, Chantilly - Gouvieux et Creil, de la ligne H du Transilien, avec les gares transilien de Boran-sur-Oise, Précy-sur-Oise, Saint-Leu-d'Esserent et Creil, de la ligne J du Transilien, avec les gares de Lavilletertre, Liancourt-Saint-Pierre, Chaumont-en-Vexin, et Trie-Château, de la ligne K du Transilien, avec les gares du Plessis-Belleville, Nanteuil-le-Haudouin, Ormoy-Villers et Crépy-en-Valois, ainsi que la Ligne P du Transilien à Mareuil-sur-Ourcq.
- RER D : 4 stations liées directement à Stade de France - Saint-Denis, Gare du Nord, Châtelet - Les Halles et Gare de Lyon.
- Transilien H : 4 stations liées directement à Pontoise.
- Transilien J : 4 stations liées directement à Argenteuil, Asnières-sur-Seine et Saint-Lazare.
- Transilien K : 4 stations liées directement à Aulnay-sous-Bois et Gare du Nord.
- Transilien P : une station liées directement à Meaux, Chelles-Gournay et Gare de l'Est (Paris).

#### Réseau interurbain
Le réseau interurbain du département est composé de 86 lignes régulières qui desservent l'intégralité du territoire ainsi que les départements limitrophes (Somme, Aisne, Val-d'Oise...).

Les lignes sont organisées en forme d'étoile autour des principales villes.

#### Transport aérien

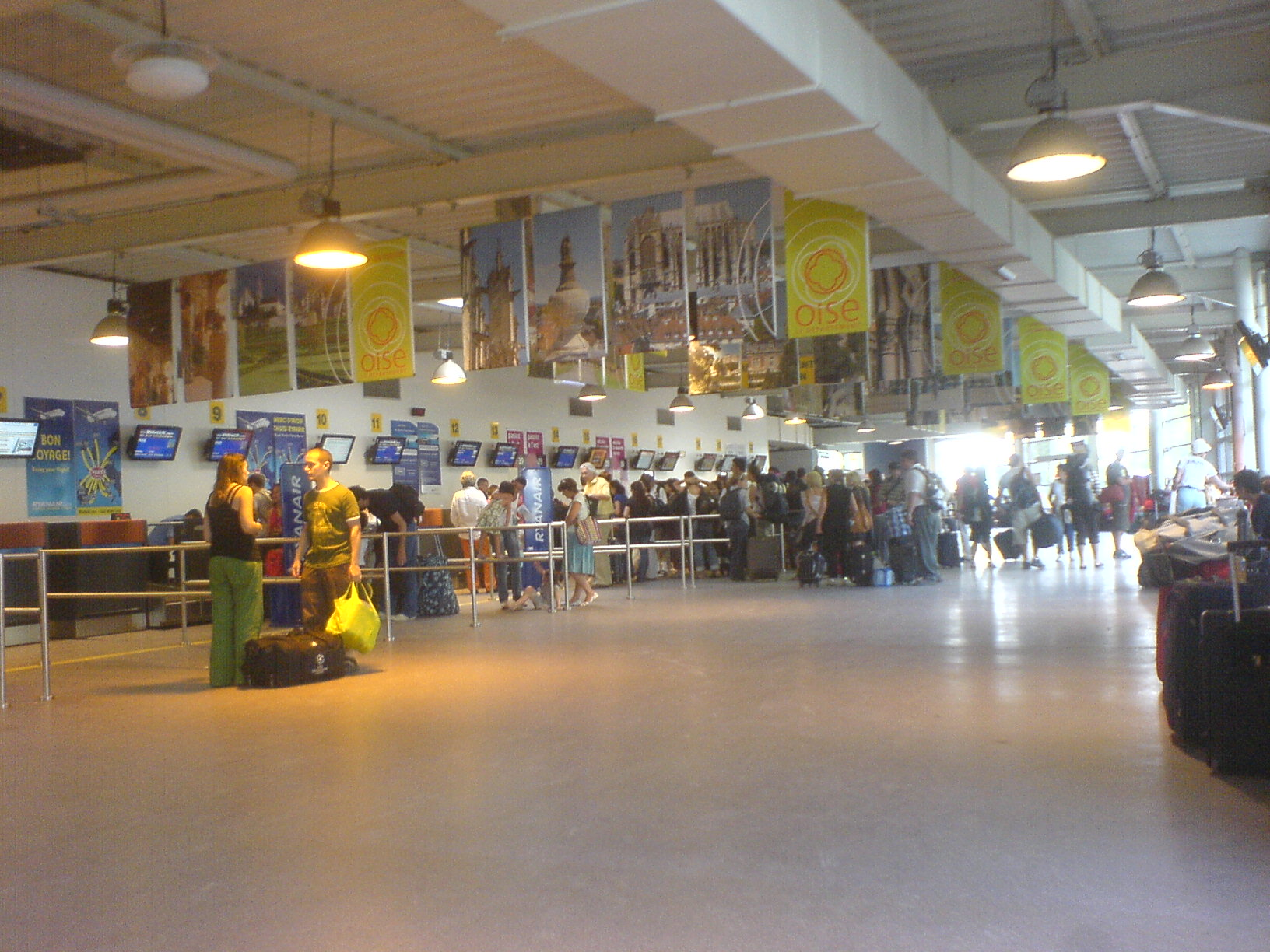
Salle d'enregistrement du terminal T1 de l'aéroport de Paris-Beauvais.

L'aéroport de Paris-Beauvais (nom commercial de l'aéroport de Beauvais-Tillé) est situé sur le territoire de la commune de Tillé, à 2 km au nord-est de Beauvais et à environ 70 km de Paris à vol d'oiseau.
Il a pour code AITA les trois lettres BVA.
Le premier terminal est ouvert en novembre 1979, le second en décembre 2010 afin de pouvoir augmenter le trafic passagers. En 2015, l'aéroport était le dixième de France en nombre de passagers avec 4 331 067 passagers. L'aéroport est entièrement tourné vers le trafic à bas coût dit low-cost.
Des liaisons régulières par autocar sont organisées entre l'aéroport et Paris-Porte Maillot et Amiens-Gare routière.

#### Transport fluvial
Le transport fluvial s'organise dans le département autour de la rivière Oise qui connecte le canal du Nord et le canal latéral à l'Oise.

#### Réseau routier
(Sections les plus chargées)
- Autoroute A1, assurant la liaison entre Paris et Lille.
- Autoroute A16, assurant la liaison entre L'Isle-Adam et la Belgique via Beauvais, Amiens, Abbeville, Boulogne-sur-Mer, Calais, Dunkerque.
- Route départementale D 1016, assurant la liaison entre Clermont et Creil, mais aussi avec l'autoroute A1 (Paris).
- Route départementale D 1330, assurant la liaison entre Creil et l'autoroute A1 (Senlis) (33 000 véhicules par jour).
- Route départementale D 1017, assurant la liaison de délestage de l'autoroute A1 notamment au sud de Senlis (jusqu'à 17 000 véhicules par jour).
- Route départementale D 200, assurant la liaison entre Creil et Compiègne (jusqu'à 30 000 véhicules par jour).
- Route départementale D 901, dans le rôle de la rocade nord de Beauvais (jusqu'à 26 000 véhicules par jour).
- Route nationale N 2, assurant la liaison entre Paris et Soissons (jusqu'à 22 000 véhicules par jour).
- Route nationale N 31, assurant la liaison entre Beauvais et Compiègne (20 000 véhicules par jour).
- Route départementale D 1001, assurant la liaison à Beauvais et à Paris par le sud de l'Oise (de 13 000 à 23 000 véhicules par jour).
- Route départementale D 1032, assurant la liaison entre Compiègne et Noyon (jusqu'à 16 000 véhicules par jour).
- Route départementale D 1324, assurant la liaison de Senlis à Crépy-en-Valois (environ 12 000 véhicules par jour).
- Route départementale D 924, assurant la liaison entre Chantilly et Senlis (jusqu'à 11 000 véhicules par jour).
- Route départementale D 916, assurant la liaison vers Clermont et Creil des communes des alentours de Saint-Just-en-Chaussée et Breteuil (jusqu'à 10 000 véhicules par jour).
- Route départementale D 932A, assurant la liaison entre Senlis et Compiègne (jusqu'à 9 500 véhicules par jour).
- Route départementale D 92, assurant la liaison entre Creil et Saint-Leu-d'Esserent.

## Toponymie
C'est la rivière de l'Oise qui donne son nom au département.
La rivière Isara est citée par César, puis par l'auteur latin Lucain. Le géographe Vibius Sequester nous informe qu'à son époque, l'appellation est simplement Esia. Toutefois, son nom est mentionné sous la forme Esera en 742 et 898. L'évolution se poursuit avec une diphtongaison de la voyelle initiale, qui donne Oysia, forme attestée en 886. La forme médiévale apparue probablement au XIIe siècle mais déjà très répandue au XIIIe siècle est Oise ou Oyse.
Il reste pour les clercs la forme latine savante et ses variantes Ysera, Isera, Isara... Nombreux sont les lettrés qui aiment discourir sur la rivière navigable et flottable. Ils prennent en référence l'abbé Folcuin de Lobbes qui écrit en latin au Xe siècle : « Hysa nunc fluvii nomen est qui antiquitus Hysara dicebatur ». La forme latine hysa est donc employé avant l'an mil dans le monde savant. De l'écriture avec un h antéposé, nous pourrions déduire que le latin médiéval, influencé par la prononciation germanique, insiste sur l'aspiration de la première voyelle, mais ce n'est pas un h aspiré étymologique et il ne peut pas s'agir d'un reliquat de la prononciation gauloise,.

## Histoire

### Des tribus gauloises
À l'époque de la conquête romaine, le territoire de l'Oise est partagé entre différentes tribus gauloises. La plus importante est celle des Bellovaques qui occupent la partie la plus vaste située sur la rive droite de l'Oise (Isara). La ville de Beauvais tire son nom de celui des Bellovaques. Les Silvanectes vivent sur la rive gauche de la rivière. La ville de Senlis tient son nom de cette tribu. Au Sud-Est, les Véliocasses ont laissé leur nom au Vexin.

### Moyen Âge
Le 1er juin 987 après la mort de Louis V le Fainéant, Hugues Capet comte de Paris est élu roi à Senlis.

### Détachement de l'Île-de-France à la Révolution française

La province de Picardie, dont la partie méridionale était sous le giron du gouvernement de l'Île-de-France

Le gouvernement de l'Île-de-France sous l'Ancien Régime, avec les départements et communes de 2014.

Le département a été créé à la Révolution française, le 4 mars 1790 en application de la loi du 22 décembre 1789, principalement à partir d'une partie de la province de Picardie comprise dans le gouvernement de l'Île-de-France, qui regroupe le Noyonnais, le Beauvaisis et une partie du Valois. Le reste du département est constitué d'une petite partie de l'Île-de-France proprement dite (Vexin français) et d'une petite partie de l'ancien gouvernement de Picardie.
Après la victoire des coalisés à la bataille de Waterloo (18 juin 1815), le département est occupé par les troupes britanniques de juin 1815 à novembre 1818 (voir occupation de la France à la fin du Premier Empire).

### XXesiècle

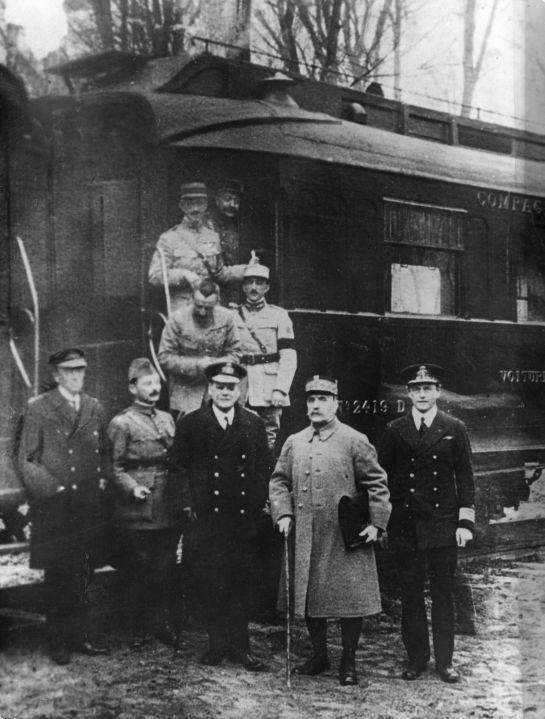
Photo prise juste après la signature de l'Armistice avec au premier plan le maréchal Foch, encadré par les amiraux britanniques Hope et Rosslyn Wemyss.

L'armistice du 11 novembre 1918 entre l'Allemagne, la France et ses alliés, puis celui du 22 juin 1940 entre l'Allemagne et la France, furent signés tous deux à la clairière de Rethondes dans la forêt de Compiègne dans l'Oise.

### XXIesiècle
Le 1er janvier 2016, la région Picardie, à laquelle appartenait le département, fusionne avec la région Nord-Pas-de-Calais pour devenir la nouvelle région administrative Hauts-de-France.

## Démographie
Les habitants de l'Oise sont les Isariens, Isariennes ou Oisiens et Oisiennes.

En 2022, le département comptait 830 725 habitants, en évolution de +0,87 % par rapport à 2016 (France hors Mayotte : +2,11 %).
| 1791 | 1801    | 1806    | 1821    | 1826    | 1831    | 1836    | 1841    | 1846    |
| ---- | ------- | ------- | ------- | ------- | ------- | ------- | ------- | ------- |
| -    | 350 854 | 372 676 | 375 817 | 385 124 | 397 725 | 398 641 | 398 868 | 406 028 |

| 1851    | 1856    | 1861    | 1866    | 1872    | 1876    | 1881    | 1886    | 1891    |
| ------- | ------- | ------- | ------- | ------- | ------- | ------- | ------- | ------- |
| 403 857 | 396 085 | 401 417 | 401 274 | 396 804 | 401 618 | 404 555 | 403 146 | 401 835 |

| 1896    | 1901    | 1906    | 1911    | 1921    | 1926    | 1931    | 1936    | 1946    |
| ------- | ------- | ------- | ------- | ------- | ------- | ------- | ------- | ------- |
| 404 511 | 407 808 | 410 049 | 411 028 | 387 760 | 405 971 | 407 432 | 402 569 | 396 724 |

| 1954    | 1962    | 1968    | 1975    | 1982    | 1990    | 1999    | 2006    | 2011    |
| ------- | ------- | ------- | ------- | ------- | ------- | ------- | ------- | ------- |
| 435 308 | 481 289 | 540 988 | 606 320 | 661 781 | 725 603 | 766 441 | 792 975 | 805 642 |

| 2016    | 2021    | 2022    | - | - | - | - | - | - |
| ------- | ------- | ------- | - | - | - | - | - | - |
| 823 542 | 828 838 | 830 725 | - | - | - | - | - | - |

### Communes les plus peuplées
| Nom                 | Code Insee | Intercommunalité                                                  | Superficie (km2) | Population (dernière pop. légale) | Densité (hab./km2) | Modifier                                    |
| ------------------- | ---------- | ----------------------------------------------------------------- | ---------------- | --------------------------------- | ------------------ | ------------------------------------------- |
| Beauvais            | 60057      | CA du Beauvaisis                                                  | 33,31            | 55 906 (2022)                     | 1 678              | modifier les données · modifier les données |
| Compiègne           | 60159      | CA Agglomération de la Région de Compiègne et de la Basse Automne | 53,10            | 40 808 (2022)                     | 769                | modifier les données · modifier les données |
| Creil               | 60175      | CA Creil Sud Oise                                                 | 11,09            | 36 494 (2022)                     | 3 291              | modifier les données · modifier les données |
| Nogent-sur-Oise     | 60463      | CA Creil Sud Oise                                                 | 7,46             | 21 859 (2022)                     | 2 930              | modifier les données · modifier les données |
| Senlis              | 60612      | CC Senlis Sud Oise                                                | 24,05            | 15 238 (2022)                     | 634                | modifier les données · modifier les données |
| Crépy-en-Valois     | 60176      | CC du Pays de Valois                                              | 16,28            | 14 243 (2022)                     | 875                | modifier les données · modifier les données |
| Méru                | 60395      | CC des Sablons                                                    | 22,83            | 14 091 (2022)                     | 617                | modifier les données · modifier les données |
| Montataire          | 60414      | CA Creil Sud Oise                                                 | 10,66            | 13 944 (2022)                     | 1 308              | modifier les données · modifier les données |
| Noyon               | 60471      | CC du Pays Noyonnais                                              | 18,00            | 12 810 (2022)                     | 712                | modifier les données · modifier les données |
| Pont-Sainte-Maxence | 60509      | CC des pays d'Oise et d'Halatte                                   | 14,76            | 12 343 (2022)                     | 836                | modifier les données · modifier les données |
| Chantilly           | 60141      | CC de l'Aire Cantilienne                                          | 16,19            | 10 740 (2022)                     | 663                | modifier les données · modifier les données |
| Clermont            | 60157      | CC du Clermontois                                                 | 5,81             | 10 704 (2022)                     | 1 842              | modifier les données · modifier les données |
| Chambly             | 60139      | CC Thelloise                                                      | 12,87            | 9 909 (2022)                      | 770                | modifier les données · modifier les données |
| Lamorlaye           | 60346      | CC de l'Aire Cantilienne                                          | 15,34            | 9 097 (2022)                      | 593                | modifier les données · modifier les données |
| Gouvieux            | 60282      | CC de l'Aire Cantilienne                                          | 23,25            | 8 934 (2022)                      | 384                | modifier les données · modifier les données |

### Les résidences secondaires
Selon le recensement général de la population du 1er janvier 2008, 2,9 % des logements disponibles dans le département étaient des résidences secondaires.
Ce tableau indique les principales communes de l'Oise dont les résidences secondaires et occasionnelles dépassent 10 % des logements totaux en 2008 :
| Commune              | Population SDC | Nombre de logements | Résidences secondaires | % résidences secondaires |
| -------------------- | -------------- | ------------------- | ---------------------- | ------------------------ |
| Parnes               | 375            | 215                 | 65                     | 30,26 %                  |
| Labosse              | 450            | 231                 | 54                     | 23,23 %                  |
| Montjavoult          | 497            | 236                 | 51                     | 21,73 %                  |
| Vineuil-Saint-Firmin | 1 486          | 722                 | 79                     | 10,89 %                  |

Sources :
- Source INSEE, chiffres au 01/01/2008.

## Administration et politique
- Conseil départemental de l'Oise
- Liste des députés de l'Oise
- Liste des sénateurs de l'Oise
- Liste des conseillers généraux de l'Oise

### Les intercommunalités
Le département de l'Oise compte 3 communautés d'agglomération et 24 communautés de communes. Six communes ne font partie d'aucune intercommunalité.

### Découpage administratif
L'Oise est divisé en quatre arrondissements : l'arrondissement de Beauvais, qui compte 14 cantons, l'arrondissement de Clermont, 7 cantons, l'Arrondissement de Compiègne, 10 cantons, et l'arrondissement de Senlis, 10 cantons.

### Découpage électoral
- Cantons de l'Oise

### Tendances et résultats politiques
- Liste des préfets de l'Oise

### Enseignement supérieur
L’université de technologie de Compiègne (UTC) est un établissement public d’enseignement supérieur et de recherche situé à Compiègne. Elle est membre de l'alliance Sorbonne Université (Sorbonne University) et partage avec les autres membres, Paris-Sorbonne, Pierre et Marie Curie, Muséum national d'histoire naturelle et INSEAD son ambition de développement à l'international et de mutualisation des efforts. Elle compte 4200 étudiants.
L'Institut polytechnique LaSalle Beauvais est une école privée d'enseignement supérieur, située à Beauvais. Elle délivre le titre d'ingénieur ainsi que des diplômes nationaux dans les domaines de l'agriculture, de l'alimentation et santé et de la géologie. L'école délivre également un diplôme de Bachelor en géologie en agrotechnologie et en agribusiness. Elle dispose d'établissements à Amiens, Rouen (1re école vétérinaire privée) et Rennes. Elle compte 4000 étudiants.
L'Université de Picardie dispose de 2 campus dans l'Oise par l'intermédiaire de l'Institut universitaire de technologie de l'Oise avec des locaux à Beauvais et à Creil. Les formations vont du DUT à la Licence professionnelle dans les domaines du commerce, de la logistique, du management et de la sécurité.

## Vie quotidienne dans l'Oise

### Culture

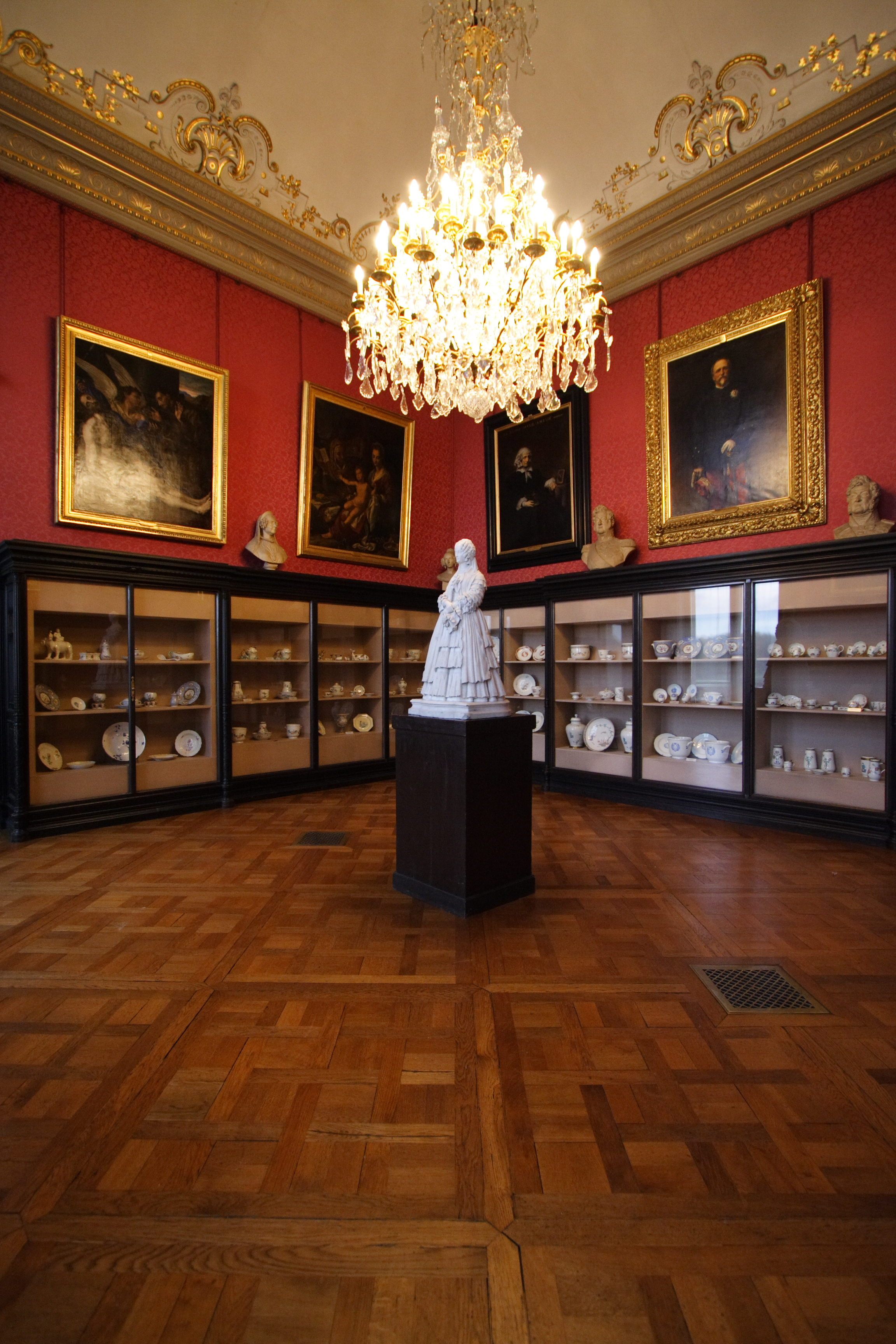
Musée Condé, salle des porcelaines (Chantilly).

Le musée Condé est situé dans le château de Chantilly. Il possède la plus grande collection de porcelaine de Chantilly. Les Grandes Ecuries abritent le musée vivant du Cheval et du Poney .La ville évoque aussi la dentelle noire dans le petit musée du Patrimoine et de la Dentelle. Elle est labellisée « Ville d'Art et d'Histoire ».
Le musée Gallé-Juillet, est un musée d'arts décoratifs et de faïence du XIXe siècle situé à Creil.
Le musée Pillon, qui possède une grande collection de fossiles, est situé à Chaumont-en-Vexin.
Le musée Antoine-Vivenel est l'un des musées municipaux de la ville de Compiègne. Ce musée d'art et d'archéologie a été fondé en 1839, à la suite d'un don important d'Antoine Vivenel, entrepreneur-architecte et grand collectionneur. C'est un musée de France au sens de la loi du 4 janvier 2002. Le musée municipal du Cloître Saint-Corneille est son annexe. Le musée de la Figurine Historique rassemble une impressionnante collection de 120 000 figurines militaires ou civiles en plomb, bois ou plastique. L'hôtel de ville de style gothique flamboyant, dont la façade a été restaurée par Viollet-le-Duc. Le Mémorial de l'internement et de la déportation est un lieu de mémoire, d'histoire et d'expositions a été créé autour de trois bâtiments préservés du camp de Royallieu.
Le musée départemental de l'Oise (MUDO) est un musée situé au cœur de Beauvais, au pied de la cathédrale, dans l'ancien palais épiscopal, classé monument historique. La galerie d'expositions, à proximité de la cathédrale, est implantée le long du rempart gallo-romain, et la Manufacture nationale de la Tapisserie est toujours en activité et visitable. Beauvais est labellisée « Ville d'Art et d'Histoire ».
Le musée de la Nacre et de la Tabletterie, labellisé musée de France, se situe à Méru, au sud du département, berceau d'une activité tabletière intense aujourd'hui disparue et dont le musée conserve une partie du savoir-faire.
Installé dans l'ancienne demeure médiévale des seigneurs de Crépy-Nanteuil, le musée de l'Archerie et du Valois, est situé à Crépy-en-Valois.
L'ancienne sucrerie de Francières, située près de Compiègne, est l'une des plus anciennes de Picardie, inscrite aux monuments historiques. Elle amorce aujourd'hui sa reconversion en centre d'interprétation de l'industrie sucrière et des industries agro-ressources.
Les anciennes carrières de pierre de Montigny est un site troglodytique situé à Machemont.
Les souterrains allemands de la Botte situés à Cannectancourt ne sont ouverts que sur rendez-vous, à la ferme templière de la Carmoye.
A Hétomesnil est installé dans une ancienne ferme école le Musée conservatoire de la vie agricole et rurale.
Le musée de la Poterie de la Chapelle-aux-Pots, dans le pays de Bray picard, retrace la tradition potière avec une collection de 300 pièces usuelles et œuvres de maîtres potiers.
Le musée de la Céramique architecturale est situé à Auneuil, dans le pays de Bray.
La Cité des Bateliers de Longueuil-Annel, située entre Noyon et Compiègne, est un espace scénographique vivant de la batellerie artisanale en cinq dimensions.
Noyon est aussi connu par son musée Calvin, illustrant l'histoire de la Réforme autour de la personnalité de Jean Calvin, natif de la ville, et le musée du Noyonnais, consacré à l'art, l'architecture et l'urbanisme, depuis la période gallo-romaine jusqu'à nos jours. Elle est labellisée « Ville d'Art et d'Histoire ».
L'Espace Découverte du Musée Territoire 1919-1918 de Rethondes est un lieu moderne de ressources et d'éveil à l'histoire, accessible aux plus jeunes et aux populations anglophones et germanophones.
La Maison de la Pierre invite à découvrir les mondes souterrains de la carrière Parain, à Saint-Maximin.
Senlis présente ses trois musées: les collections denses et originales au musée d'Art et d'Archéologie, l'art et la chasse à courre au musée de la Vénerie et les traditions militaires au musée des Spahis. Son pays de Senlis à Ermenonville est labellisé « Pays d'Art et d'Histoire ».
De création récente, le musée archéologique de l'Oise est installé à Vendeuil-Caply dans un lieu atypique au milieu des champs.
Le musée Serge-Ramond, la Mémoire des Murs, de Verneuil-en-Halatte, est l'unique musée européen des marques, des symboles et des graffitis historiques gravés ou sculptés par l'homme, de l'Antiquité à nos jours.
Le musée de l'Aviation de Warluis, près de Beauvais, est consacré plus spécialement à l'aviation et aux aviateurs de la Seconde Guerre mondiale.
Le musée des Arts et Traditions populaires de Saint-Germer-de-Fly nous replonge dans l'ambiance des petits villages du pays de Bray d'antan.
Gerberoy, minuscule place forte médiévale est l'un des plus beaux villages de France, avec ses remparts, les jardins Henri le Sidaner, la collégiale Saint-Pierre et le Musée municipal.
Le moulin-musée de la Brosserie à Saint-Félix.
La Maison du serger à Hardivilliers.
Le musée national Gadzarts est situé à Liancourt.
Le musée Raymond-Joly à Ponchon.

### Festivals, spectacles et manifestations
Depuis 1992, le Festival des forêts propose de la musique classique dans les décors naturels des forêts de Laigue et de Compiègne. Il a également imaginé le concert-randonnée, promenade permettant, avant le concert, de découvrir le patrimoine naturel et historique de notre région.
Voici les principaux événements culturels de l'Oise :
- Beauvais, Festival Blues autour du Zinc, "Festival International du Film", Rencontres d'ensembles de violoncelles, "Fêtes Jeanne-Hachette", "Fête du Nautisme", "Fête de l'Âne et des Traditions", "Scènes d’été", "Malices et Merveilles", "Beach Beauvais" et "Canada Beach", "Spectacle de la Cathédrale Infinie", "Photaumnales", "Pianoscope", "Féeries de Noël", "Retro Game Festival".
- Compiègne, départ de Paris-Roubaix, "Fêtes Jeanne d'Arc", "Foire aux fromages et aux vins", Palais en Jazz, "Meeting national d'automne", "Masters de feu" à l'hippodrome, "Compiègne Geek Convention" .
- Chantilly, "Nuits de feu dans l'Oise", Prix du Jockey Club, Prix de Diane.
- Senlis, "Les Rendez-vous de septembre".
- Longueuil-Annel, Noyon "L'Oise en guinguette".
- Longueil-Annel "Pardon des bateaux".
- Gerberoy, "Fête des Roses", "Moments musicaux", "Week-end à la campagne", "Estivales Gerberoy", "Fête Saint-Michel", "Bataille de 1435, fête médiévale franco-anglaise".
- Pierrefonds, "Marché des Potiers", "Les médiévales de Pierrefonds".
- Cuts, "Concours international d'attelage de tradition".
- l'Abbaye de Chaalis, "Journées de la Rose".
- Noyon, "Marché aux fruits rouges".
- Troissereux, "Fête de l'Eau".
- Crépy-en-Valois, "Les cochons de Crépy".
- Milly-sur-Thérain, "Fête du Cidre".
- Saint-Martin-le-Nœud, "Marché de Noël".
- Coye-la-Forêt, Festival théâtral de Coye-la-Forêt
- dans tout le département "Oise verte et bleue", "Oise fête le sport", "Ronde de l'Oise", "Festival des cathédrales de Picardie", "Picardie Mouv'", "Festival Contes d'automne".

### Sport
La ville de Chantilly est reconnue au niveau international pour ses activités hippiques : outre son hippodrome, sur lequel se déroulent notamment deux courses hippiques prestigieuses, le Prix du Jockey Club et le Prix de Diane, la ville et ses environs abritent le plus grand centre d'entraînement de chevaux de course de France.
Le département compte deux patinoires, à Compiègne et à Beauvais.
En 2016, avec 196 000 licenciés, 70 disciplines sportives, 70 comités sportifs départementaux, 1 954 clubs sportifs, l'Oise est l'un des plus sportifs de France, avec près d'un Oisien sur quatre qui pratique une activité sportive.
Le Département est labélisé Terre de Jeux 2024, le label de Paris 2024 à destination des collectivités, et accueillera sur son territoire le passage du Relais de la flamme.

## Économie

### La population active par secteur d'activité
Les chiffres pubmiés par l'INSEE montrent une relative stabilité de la population active totale de 2010 à 2021 mais avec des évolutions contrastées selon les secteurs : forte progression des cadres et professions intellectuelles supérieures, plus 17,1 %, diminution de 10,6 % des ouvriers, de 21,3 % des agriculteurs exploitants.
| Catégorie socioprofessionnelle                    | 2010    | dont actifs ayant un emploi | 2015    | dont actifs ayant un emploi | 2021    | dont actifs ayant un emploi |
| ------------------------------------------------- | ------- | --------------------------- | ------- | --------------------------- | ------- | --------------------------- |
| Ensemble                                          | 386 764 | 341 715                     | 391 376 | 337 004                     | 390 844 | 343 127                     |
| dont                                              |         |                             |         |                             |         |                             |
| Agriculteurs exploitants                          | 3 328   | 3 310                       | 2 937   | 2 894                       | 2 617   | 2 597                       |
| Artisans, commerçants, chefs d'entreprise         | 18 056  | 17 143                      | 19 178  | 17 829                      | 20 072  | 19 146                      |
| Cadres et professions intellectuelles supérieures | 46 861  | 45 344                      | 49 594  | 47 543                      | 54 842  | 52 709                      |
| Professions intermédiaires                        | 96 962  | 90 278                      | 99 946  | 91 383                      | 103 361 | 95 420                      |
| Employés                                          | 112 425 | 97 817                      | 113 894 | 96 063                      | 110 459 | 94 892                      |
| Ouvriers                                          | 104 809 | 87 824                      | 99 670  | 81 292                      | 93 655  | 78 362                      |

### Effectifs salariés par secteur d'activité
Données publiées par l'INSEE  :
Les entreprises de plus de 100 saalriés emploient 40 % de l'effectif salarié total. 
Les secteurs tertiaires (commerce, transports administration publique...) pèsent pour 75,7 % de l'effectif total.
|                                                              | Total   | %     | 1 à 9 salarié(s) | 10 à 19 salariés | 20 à 49 salariés | 50 à 99 salariés | 100 salariés ou plus |
| ------------------------------------------------------------ | ------- | ----- | ---------------- | ---------------- | ---------------- | ---------------- | -------------------- |
| Ensemble                                                     | 247 188 | 100,0 | 50 141           | 26 237           | 38 659           | 33 367           | 98 784               |
| Agriculture, sylviculture et pêche                           | 2 319   | 0,9   | 1 731            | 247              | 234              | 0                | 107                  |
| Industrie                                                    | 42 299  | 17,1  | 3 565            | 3 475            | 6 702            | 6 081            | 22 476               |
| Construction                                                 | 15 475  | 6,3   | 6 107            | 2 995            | 3 138            | 1 589            | 1 646                |
| Commerce, transports, services divers                        | 108 808 | 44,0  | 30 496           | 14 034           | 17 271           | 11 632           | 35 375               |
| dont commerce et réparation automobile                       | 36 660  | 14,8  | 11 095           | 5 217            | 5 949            | 3 844            | 10 555               |
| Administration publique, enseignement, santé, action sociale | 78 287  | 31,7  | 8 242            | 5 486            | 11 314           | 14 065           | 39 180               |

### Géographie de l'économie oisienne
Quatre grands groupes sont ou furent implantés dans le département. Il s'agit d'ArcelorMittal, à Montataire, d'AGCO et de Spontex, à Beauvais et de Mapa, à Liancourt.

### Tourisme

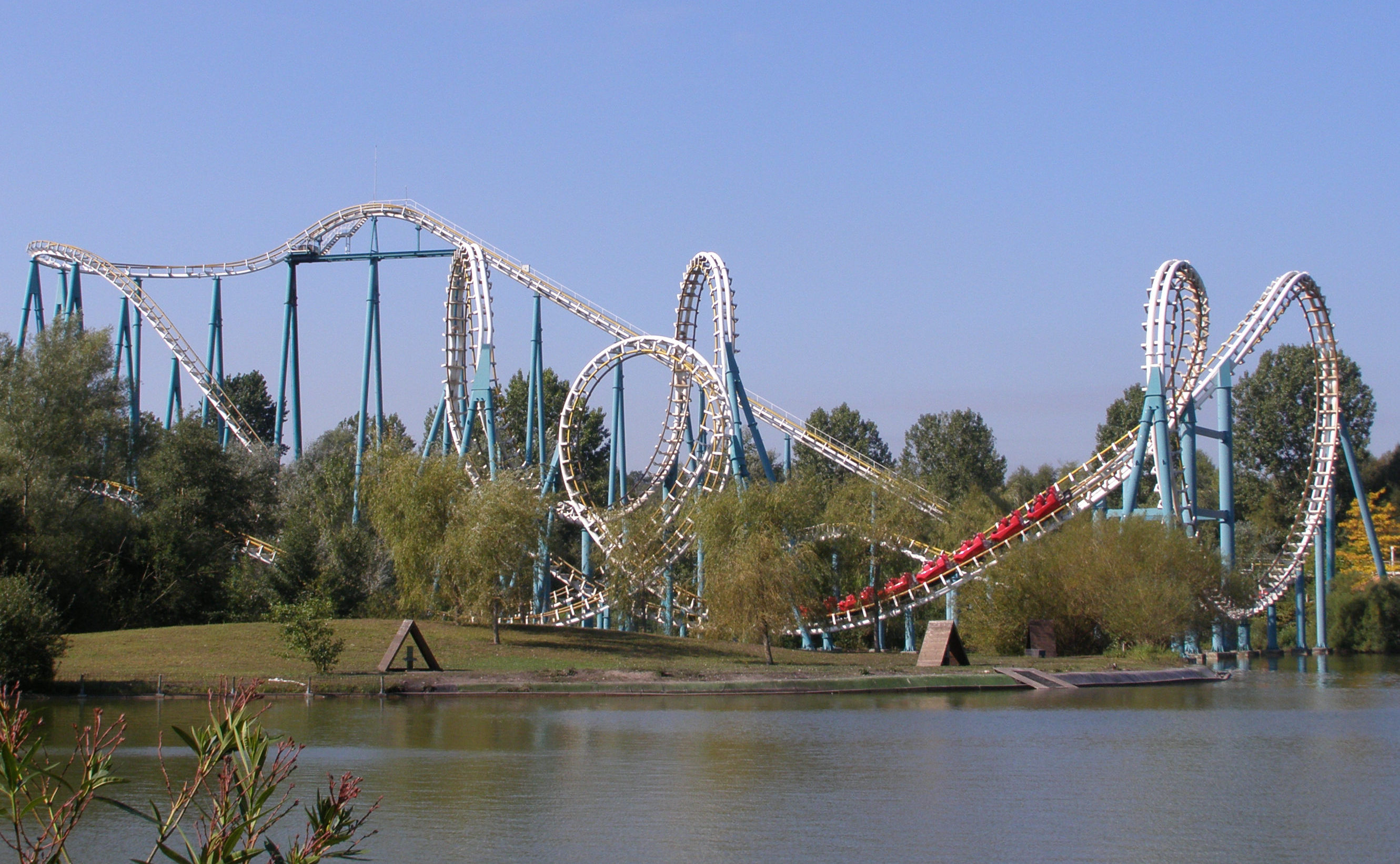
Le Parc Astérix compte plus d'1,5 million de visiteurs annuels depuis 1995.

L'Oise compte différents parcs de divertissement et de lieux de loisirs, dont le Parc Astérix, depuis le 30 avril 1989, sur la commune de Plailly. Le département abrite également le Parc Saint-Paul depuis 1983 sur la commune de Saint-Paul , La Mer de sable depuis 1963 à Ermenonville et le Parc Les Grands Félins à Saint-Léger-en-Bray.
Il faut y ajouter le plan d'eau du Canada , le parc municipal Marcel-Dassault, avec "Aquaspace", et le "Speedpark" de Beauvais, le "Laserquest" d'Allonne, "RLS Karting" de Rochy-Condé, le parc d'aventures "Carisiolas" de Crisolles, le parcours aventure de la vallée des peaux-rouges à Fleurines, la base nautique de Longueuil-Sainte-Marie, le parc Chédeville de Mogneville, "Grimp à l'Arb" de Pierrefonds, la base de loisirs de Saint-Leu-d'Esserent, "Aqualis" à Gouvieux, "Speed Park" à Compiègne, le parc de loisirs d'Hérouval et "Kidzy" à Saint-Maximin. Ainsi que les nombreux terrains de golf.
Le département comte aussi de nombreux château (tel le Compiègne, Pierrefonds ou Chantilly), forêts domaniales et édifices romans ou gothique (cathédral saint-pierre de Beauvais par exemple).

### Grands centres commerciaux
La zone commerciale de Creil-Saint-Maximin, ouverte en 1969, est l'une des plus vastes de France et emploie plus de 5 000 personnes.
Le jeu de paume à Beauvais d'une superficie de 20000 m2 construit en 2015 qui emploie 400 personnes.

## Culture locale et patrimoine

### Patrimoine environnemental
Le parc départemental Jean-Jacques-Rousseau est un parc à l'anglaise situé à Ermenonville.
L'arboretum de l'Institut Charles Quentin est situé à Pierrefonds.
Le jardin de l'ancienne abbaye de Saint-Arnould est situé à Warluis, près de Beauvais.
Le Potager des Princes, ou Parc de la Faisanderie, est un parc situé à Chantilly. Il est inscrit monument historique depuis 1975.
Le plan d'eau du Canada à Beauvais est un lieu idéal pour pratiquer en toute sécurité la baignade, la promenade à pied, à vélo, en VTT et les activités nautiques et sportives variées. Et aussi dans cette même ville, le parc municipal Marcel-Dassault avec son « Aquaspace ». A Saint-Paul, petit village voisin, le jardin du peintre André Van Beek à l'ambiance magique et colorée.
La forêt domaniale de Compiègne (14 500 ha), l'une des plus grandes de France, vestige de l'immense forêt de Cuise, qui s'étendait des lisières du pays de France à l'Ardenne, séduit par ses hautes futaies, ses diverses essences, ses vallons, ses étangs et ses villages. La forêt de Laigue contiguë au nord est située entre les rivières Aisne et Oise.
La forêt de Hez-Froidmont, située entre Bailleul-sur-Thérain et Clermont-de-l'Oise, possède des arbres remarquables, de nombreux sentiers balisés et un sentier botanique.
La forêt domaniale d'Halatte, de type jurassien, située près de Senlis et de Creil, s'étend sur un plateau ondulé de 100 m d'altitude en moyenne.
Le vaste massif forestier de Chantilly, Domaine de l'Institut de France, avec le site romantique des étangs de Commelles, couvre environ 6 300 ha.
La forêt domaniale d'Ermenonville, contiguës des deux précédentes, couvre environ 3 300 ha.
Les forêts de Coye, d'Orry et de Pontarmé sont terre de randonnée.
D'autres forêts comme la forêt du Parc Saint-Quentin, la forêt de Thelle et la forêt d'Ourscamp-Carlepont.

### Patrimoine architectural
Le département, anciennement dans le gouvernement administratif de l'Île-de-France, mais en province culturelle de Picardie, sur sa plus grande partie, compte de nombreux châteaux.

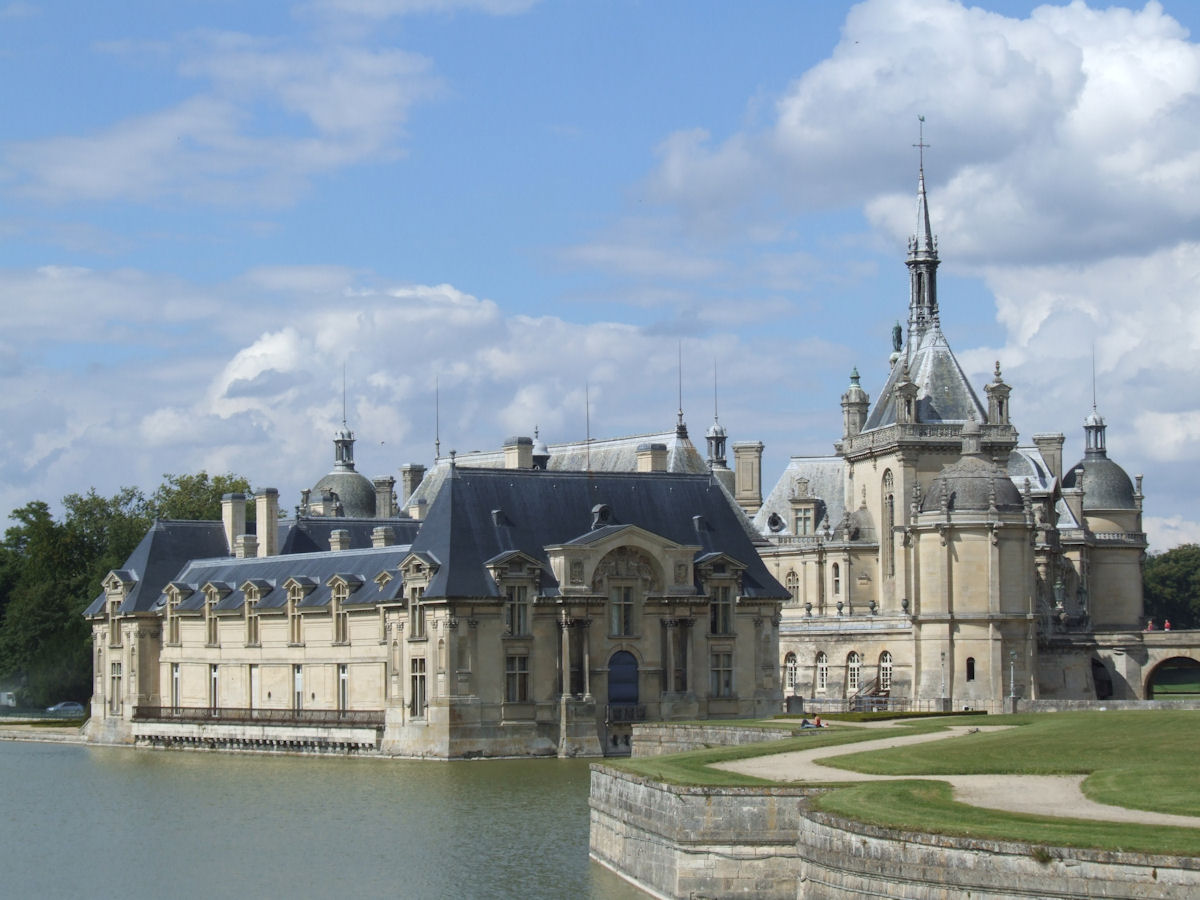
Vue générale du château de Chantilly.

L'Oise abrite le château de Chantilly du style Renaissance-Éclectisme, construit entre 1358 et 1882, classé et inscrit aux monuments historiques depuis 1988, sur la commune de Chantilly. Dans cette ville, au bord de la Nonette, également le pavillon de la Manse-moulin des Princes, bâtiment classé monument historique, avec machines impressionnantes en fonctionnement.

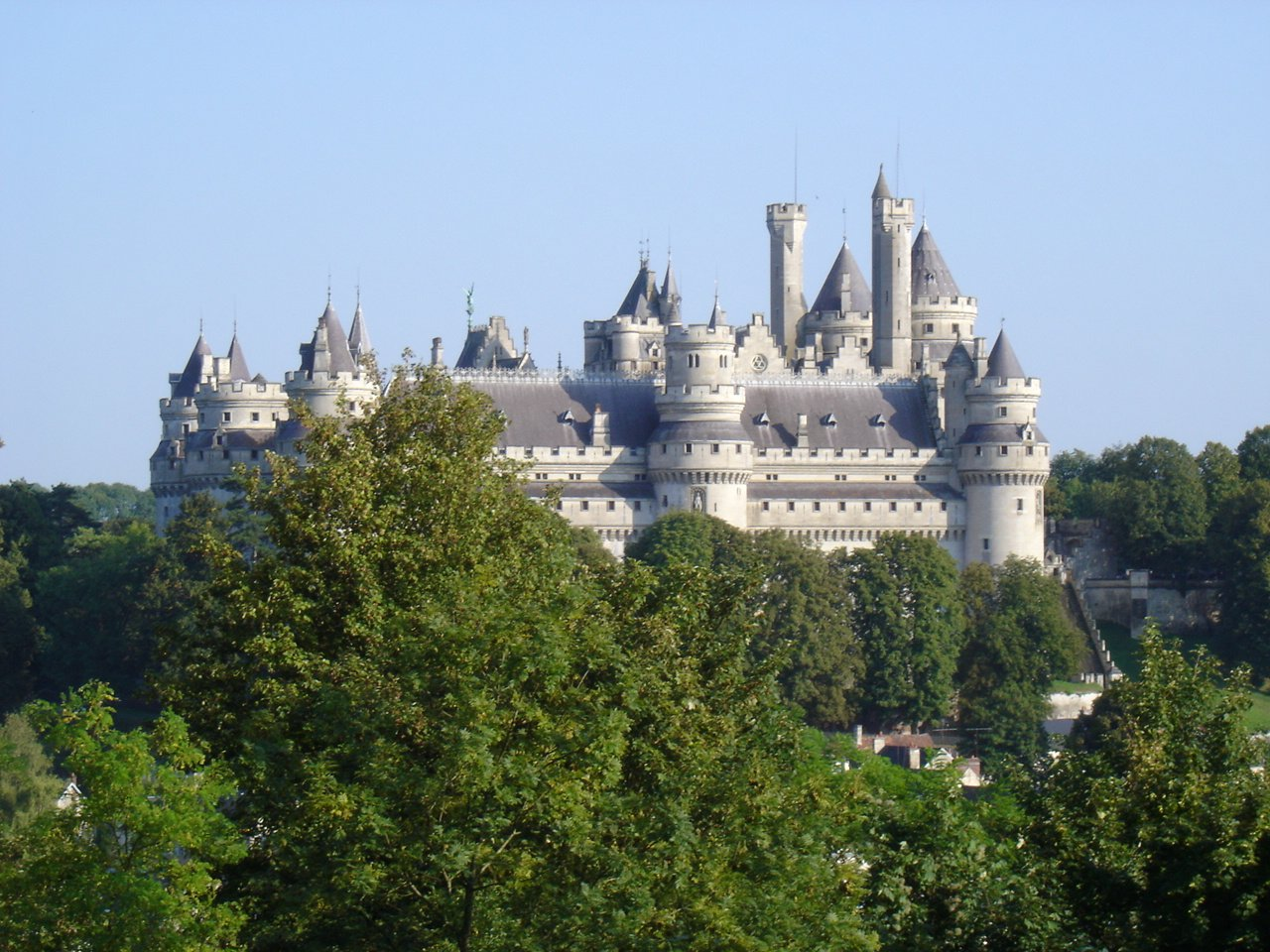
Le château de Pierrefonds, décor de nombreux films et séries.

Le château de Pierrefonds, qui est un château fort se situe sur la commune de Pierrefonds. Il a été construit entre 1396 et 1885, et est de type médiéval. Classé aux monuments historiques depuis 1862, le château a servi de lieu de tournages de films et séries françaises et américaines, notamment La Vie de Polichinelle en (1907), Le Bossu en (1959), Papy fait de la résistance en (1983), Les Visiteurs en (1993), Sydney Fox, l'aventurière en (1999) ou encore Merlin, sur BBC One en (2008). Il a aussi inspiré le château du roi Miraz dans Le Monde de Narnia : Le Prince Caspian sorti en (2008). Et aussi l'église Saint-Sulpice.

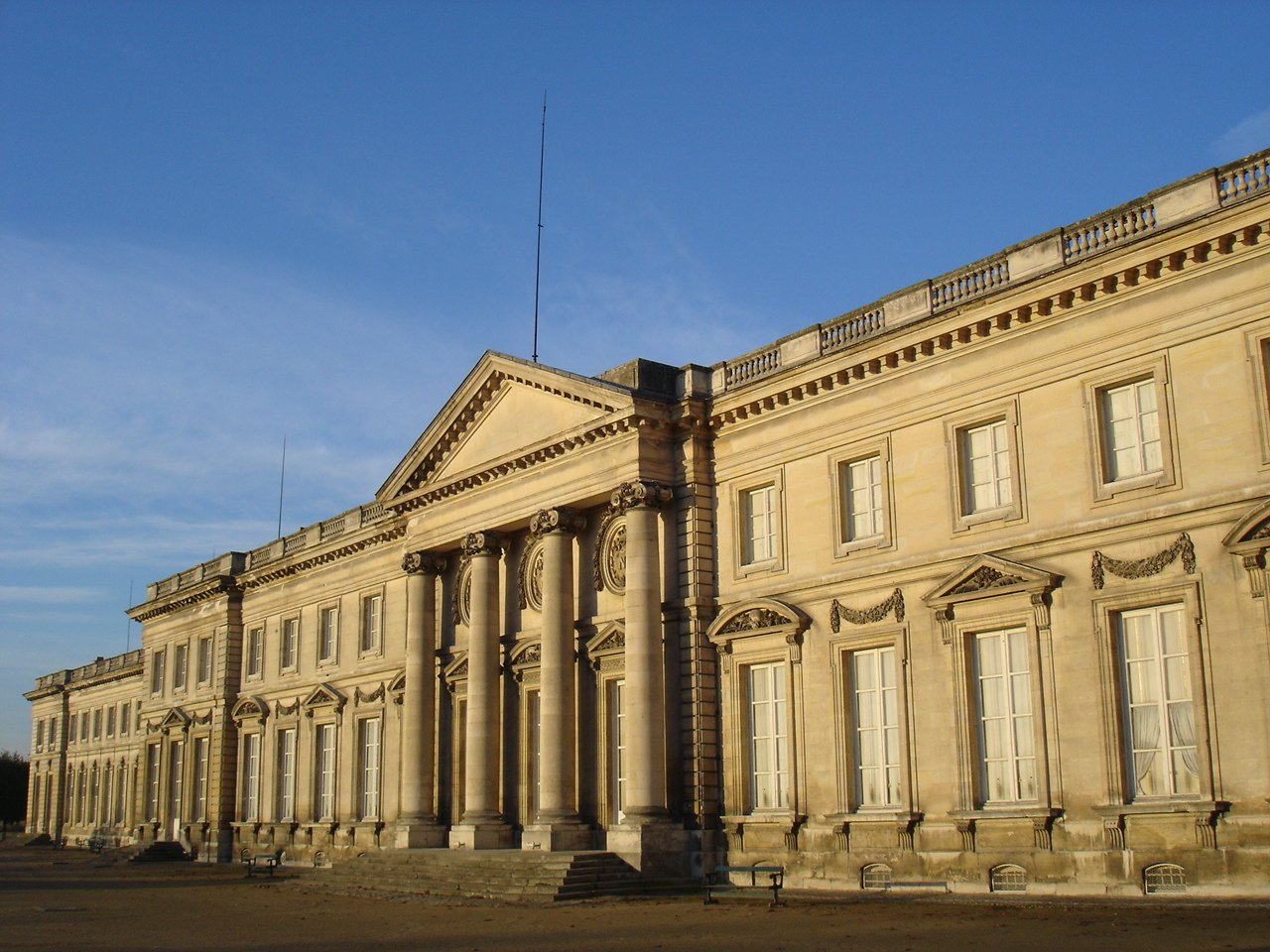
Façade côté jardin du Château de Compiègne.

Le château de Compiègne, sur la commune de Compiègne, est classé aux monuments historiques depuis 1994. Il fut construit entre 1751 et 1788, et est de style néoclassique. C'est une ancienne résidence royale et impériale. Et les églises Saint-Antoine et Saint-Jacques, paroisse royale, patrimoine de l'UNESCO.
Le château de Boury est situé sur la commune de Boury-en-Vexin, près de Gisors, sur terrain plat. Il occupait une position stratégique aux confins du Vexin français et du Vexin normand, côté français. Le château, son parc et ses annexes sont classés monument historique depuis 1931.
Le château de Trie se situe dans la commune de Trie-Château, à soixante kilomètres au nord-ouest de Paris. Il est inscrit monument historique partiellement depuis 1956.
Le château Mennechet est un château de la fin du XIXe siècle construit sur la commune de Chiry-Ourscamp, au sommet de la colline du Montconseil.
Le château de Montvillargenne est situé à Gouvieux à proximité de Chantilly.
Le château de Troissereux, château privé Renaissance, avec son parc paysager et arboretum, est situé à proximité de Beauvais.
Le château de Mont-l'Évêque, près de Senlis.
Le château de Montataire est situé près de Creil.
Le château Renaissance au Plessis-Brion est situé dans le Noyonnais.
Le château de Bellinglise.
Le château de Merlemont à Warluis, près de Beauvais.
Le département picard compte également de nombreux monuments: cathédrales, églises, abbayes .
La maladrerie Saint-Lazare et son jardin médiéval, exemple de l'architecture hospitalière, avec la cathédrale Saint-Pierre au chœur gothique le plus haut du monde (49 m) et son horloge astronomique, l'église Saint-Étienne passée avec harmonie du roman au gothique flamboyant.
De l'ancienne abbaye cistercienne Notre-Dame d'Ourscamp, près de Noyon, il ne reste que d'imposants vestiges.
Le domaine de Chaalis, à proximité de Senlis, comporte les vestiges de l'église, la chapelle Sainte-Marie-de-l'Abbé, le château-musée, un parc et une roseraie.
L'abbaye royale du Moncel de Ponpoint, haut-lieu historique et archéologique du Moyen Âge, présente de témoignages de l'art gothique.
L'abbaye de Saint-Germer-de-Fly avec son immense abbatiale est un exemple de style gothique primitif.
La prieurale clunisienne de Saint-Leu d'Esserent est un témoin clé du passage de l'art roman à l'art gothique.
L'abbaye de Saint-Martin-aux-Bois, chef-d'œuvre de l'art gothique, près de Maignelay-Montigny.
L'ancienne abbaye de Saint-Paul, village situé près de Beauvais.
Crépy-en-Valois, cité des ducs de Valois, avec ses anciennes maisons de notables, le château des seigneurs de Crépy-Nanteuil, l'abbaye Saint-Arnoul et les ruines de la collégiale Saint-Thomas.
Noyon présente un ensemble canonial et épiscopal remarquable.
À Saint-Jean-aux-Bois, village en plein cœur de la forêt de Compiègne, fondé autour d'une abbaye bénédictine, il ne reste plus qu'une vieille église abbatiale avec sa salle capitulaire.
Senlis, ville royale à patrimoine architectural et culturel, est une cité médiévale avec ses ruelles pavées, ses vestiges du château royal, son prieuré, ses arènes et murailles gallo-romaines, ses fortifications médiévales, ses hôtels particuliers. La cathédrale Notre-Dame-de-Senlis, témoin majeur de l'évolution du style gothique.
Les 35 clochers de la vallée de l'Automne et le donjon de Vez.
Les beaux villages et églises du Sud de l'Oise, dans le Vexin picard.
L'église Saint-Jean Baptiste de Chaumont-en-Vexin en gothique flamboyant.
L'Église Saint-Samson de Clermont est classée Monument Historique.
L'imposante église Saint-Léger d'Agnetz est de style gothique.
L'église de Hannaches, près de Saint-Germer-de-Fly, forme un ensemble avec le château privé.
L'église Saint-Martin de Marquemont est le symbole de la piété populaire.
L'église Sainte-Félicité, située à l'écart du village de Montagny-Sainte-Félicité, surprend par sa flèche haute de 65 m de style gothique flamboyant.
L'ancien prieuré de Saint-Arnoult est un des rares exemples de construction à pans de bois et torchis.
Le sanctuaire gallo-romain de Champlieu est situé à Orrouy.

### Gastronomie

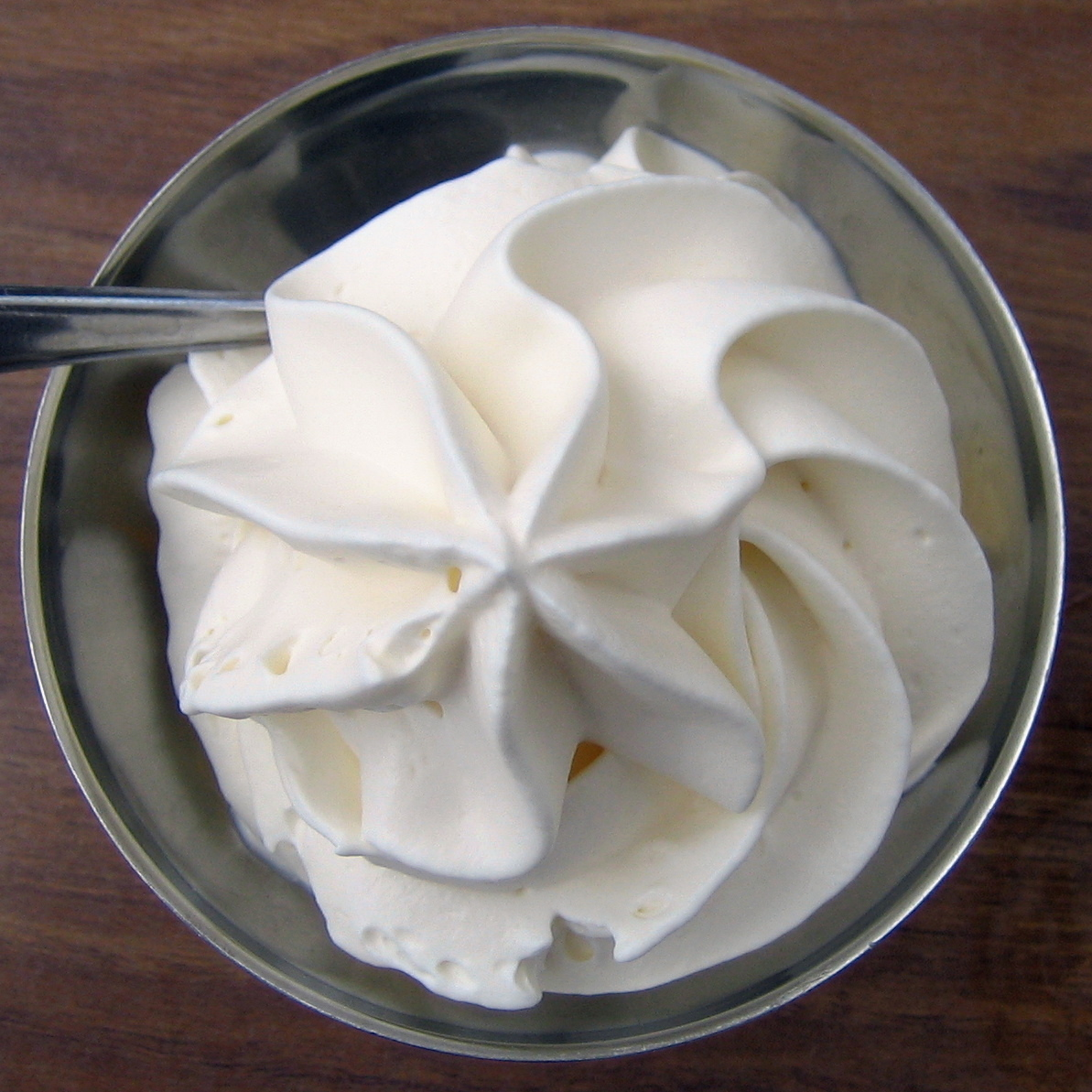
Crème Chantilly.

L'Oise est le berceau d'un produit phare de la gastronomie, la Crème chantilly, dont l'invention est usuellement attribuée à François Vatel, maître d'hôtel du château de Chantilly au XVIIe siècle.
L'Oise offre au visiteur nombre de mets raffinés qui sont autant d'emprunts aux terroirs frontaliers que de créations purement régionales.
- Charcuterie et viandes : l'agneau du Beauvaisis, le boudin noir de l'Oise, les volailles fermières et leurs dérivés (pâtés, terrines, magrets, confits, aiguillettes, foies gras), le gibier.
- Condiments, fruits et légumes : les champignons de Paris dans les carrières de pierre calcaire de la vallée de l'Oise, la patate, le cresson de fontaine de Bresles, les lentilles vertes, les moutardes picardes artisanales, les huiles de lin, de colza et de cameline, le vinaigre au cidre, les fruits rouges du Noyonnais, les pommes et les poires de Picardie, la rhubarbe et ses dérivés(jus, nectar, sirop, vin, liqueur).
- Plats et spécialités: les poissons d'eau douce dans les rivières et les étangs, le lapin au cidre, la côte de veau à la Bellovaque.
- Fromages et laitages: la tomme au foin, le carré de Bray, le petit gerberoy, et le bray picard, dans le pays de Bray, le chèvre de Villers-sur-Trie, la tomme au cidre du pays de Bray et du Beauvaisis.
- Boissons : le cidre et le poiré fermiers, la frênette ou cidre de frêne, boisson du pays de Bray, la reinette et la poirette, les jus de pomme et de poire fermiers, l'eau-de-vie de pomme et de cidre, l'hydromel, la bière artisanale, le pétillant à la fraise.
- Desserts : les crumbles aux fruits de Noyon, le gâteau de Noyon ou le Noyonnais, le gâteau de Compiègne ou le Compiègnois.
- Confiseries et gourmandises : les mâchicoulis de Pierrefonds, les cœurs de Noyon, les picantins de Compiègne, les tuiles de Beauvais, les miels d'acacia, de fleurs, de tilleul, les confitures et gelées artisanales.

Les fermes, les marchés, sont les lieux privilégiés pour trouver des produits fermiers. Certains restaurants gastronomiques étoilés ou non, les auberges paysannes au sein des fermes permettent de consommer, voir de découvrir, les plats régionaux.

### Peinture et photographie

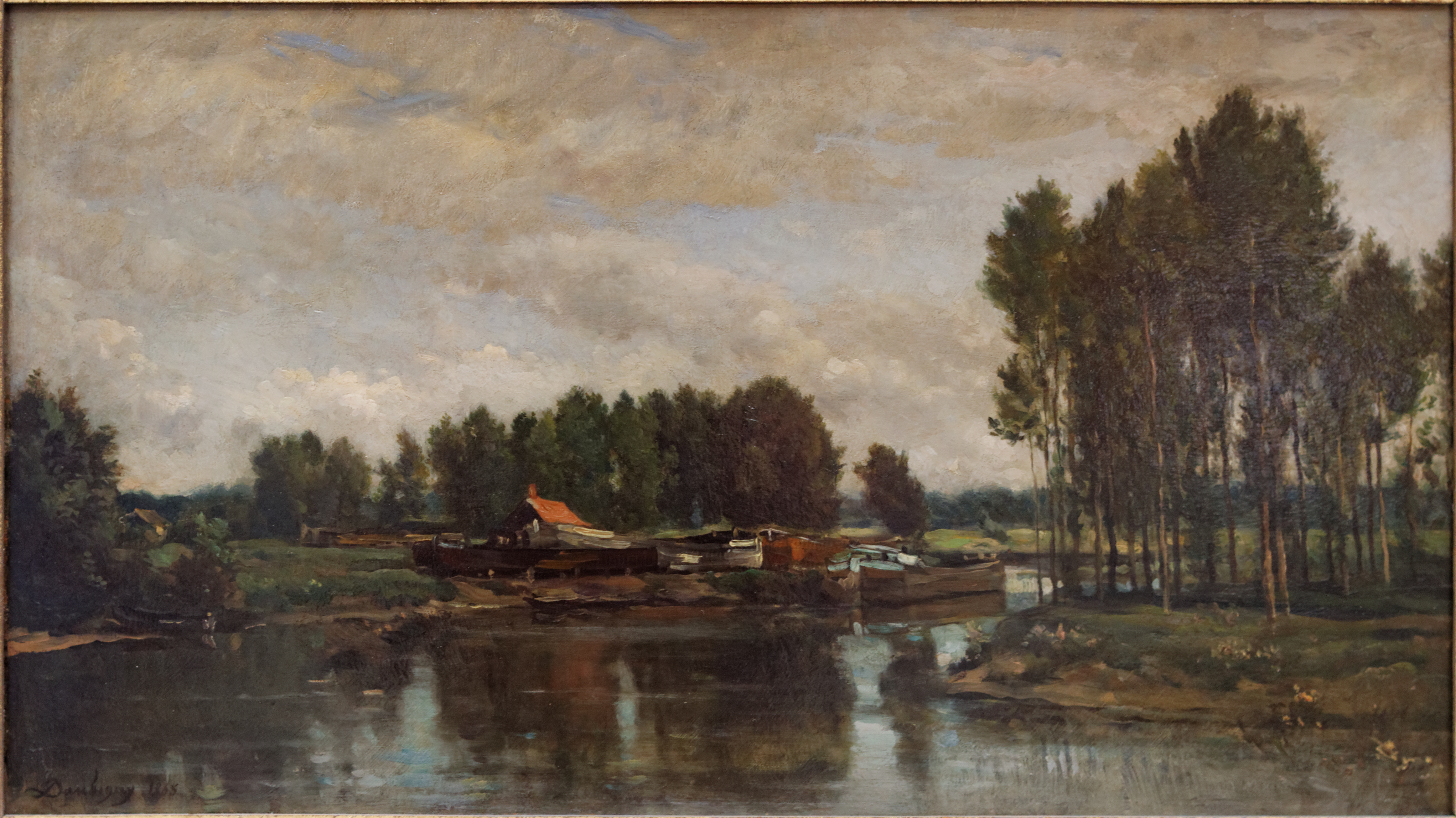
Bateaux sur l'Oise par Charles-François Daubigny.

Le peintre Charles-François Daubigny, considéré comme un des précurseurs de l’impressionnisme, a représenté le département au XIXe siècle.

### Personnalités

#### Personnalités nées dans l'Oise
- Charles IV le Bel (1294-1328), roi de France.
- Anne de Montmorency (1492-1567), grand maître de France et connétable.
- Jean Calvin (1509-1564), réformateur protestant et théologien.
- César-François Cassini, dit Cassini III ou Cassini de Thury (1714-1784), géodésien, cartographe et astronome
- Antoine Baumé (1728-1804), pharmacien et chimiste.
- Thomas Couture (1815-1879), peintre.
- Juliette Adam (1836-1936), écrivain.
- Séraphine Louis (1864-1942), peintre.
- Philéas Lebesgue (1869-1958), écrivain.
- Tristan Klingsor (1874-1966), écrivain.
- André Masson (1896-1987), peintre, graveur, sculpteur, illustrateur
- Maurice Bellonte (1896-1984), aviateur
- Suzanne Lenglen (1899-1938), joueuse de tennis
- Roger Vailland (1907-1965), écrivain, essayiste, scénariste, grand reporter
- Mikel Dufrenne (1910-1995), philosophe
- André Verchuren (1920-2013), accordéoniste.
- Daniel Boulanger (1922-2014), écrivain, poète, essayiste, scénariste.
- Hubert de Givenchy (1927-2018), grand couturier.
- Claude Gensac (1927-2016), actrice.
- Jacques Ramade (1928-2013), chansonnier, humoriste, acteur
- Roger Gicquel (1933-2010), journaliste.
- Guy Grosso (1933-2001), acteur et fantaisiste.
- Jean-Claude Decaux (1937-2016), industriel.
- Jean-Claude Annoux (Bournizien) (1939-2004), auteur-compositeur-interprète
- Roger Borniche (né en 1919), policier et écrivain
- François Beauvy (né en 1944), écrivain
- Marie-Paule Belle (née en 1946), chanteuse
- Jacques Demarcq (né en 1946), poète
- Bill Deraime (né en 1947), chanteur et musicien.
- Éric Woerth (né en 1956), homme politique.
- Didier Porte (né en 1958), humoriste
- Thierry Hazard (né en 1962), chanteur.
- Bernard Cazeneuve (né en 1963), homme politique.
- Renaud Dély (né en 1969), journaliste
- Christophe Michalak (né en 1973), chef pâtissier.
- Romane Bohringer (née en 1973), actrice
- Anne Marivin (née en 1974), actrice.
- Claire Keim (née en 1975), actrice et chanteuse.
- Jérôme Thion (né en 1977), joueur de rugby.
- Sébastien Piocelle (né en 1978), footballeur.
- Grégoire Boissenot (né en 1979), chanteur.
- Anaïs Baydemir (née en 1979), présentatrice météo.
- Céline Goberville (née en 1986), tireuse sportive.
- Kévin Gameiro (né en 1987), footballeur.
- Nolan Roux (né en 1988), footballeur.

#### Autres personnalités liées au département

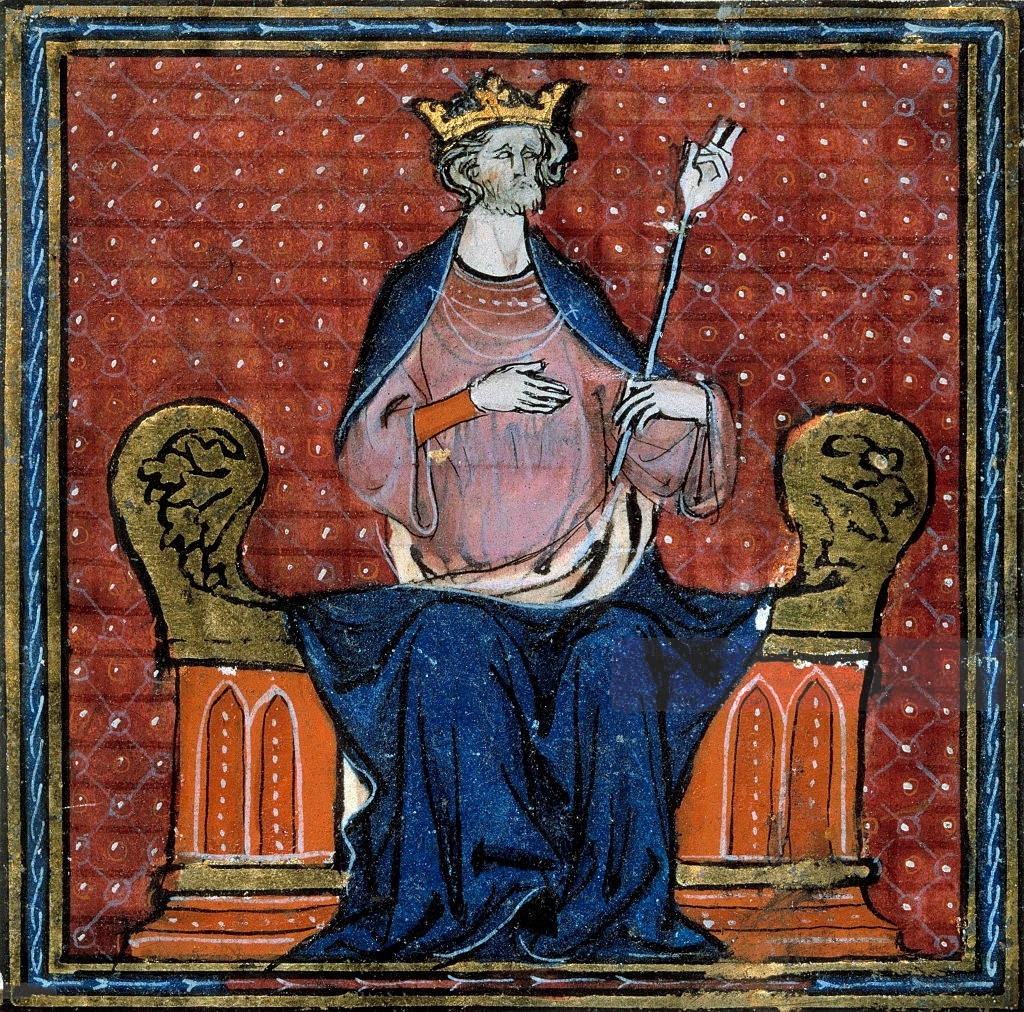
Hugues Capet a été élu roi des Francs à Senlis le 3 juillet 987.

- Hugues Capet (941-987), roi de France, désigné à Senlis.
- Louis II de Bourbon-Condé (1621-1686), a résidé au château de Chantilly.
- Jean-Jacques Rousseau (1712-1778), écrivain, philosophe et musicien, décédé à Ermenonville.
- Napoléon Ier (1769-1821), a résidé au château de Compiègne.
- Napoléon III (1808-1873), a résidé au château de Compiègne.
- Eugène Viollet-le-Duc (1814-1879), a conçu le château de Pierrefonds.
- Henri d'Orléans (1822-1897), a résidé au château de Chantilly.
- Marcel Dassault (1892-1986), ingénieur, homme politique et entrepreneur, député de l'Oise.
- Georges Bellec (1918-2012), chanteur, décédé à Senlis.
- Jean Richard (1921-2001), acteur et directeur de cirque, décédé à Senlis.
- Yves Montand (1921-1991), acteur, décédé à Senlis.
- André Lecoq (1929-2012), carrossier et restaurateur d'automobiles, décédé à Bailleval.
- Juliette Gréco (1927-2020), chanteuse, vivait à Verderonne.
- Claude Grobéty (1940-2016), artiste peintre, vivait à Sainte-Eusoye.
- Amélie Mauresmo (née en 1979), joueuse de tennis, a débuté le tennis dans les clubs de Bornel puis Méru.

#### Personnalités politiques locales
- Walter Ansallem, maire de Beauvais de 1977 à 2001, conseiller général de l'Oise de 1972 à 1988, conseiller régional de Picardie de 1977 à 1999, président du conseil régional de Picardie de 1983 à 1985.
- Édouard Courtial, sénateur depuis 2017, Secrétaire d'État chargé des Français de l'étranger sous Nicolas Sarkozy, député de la septième circonscription de l'Oise de 1997 à 2017 et suppléant de Maxime Minot depuis 2017, président du conseil départemental de l'Oise de 2015 à 2017.
- Caroline Cayeux, maire de Beauvais depuis 2001, conseillère régionale de Picardie de 2004 à 2011, sénatrice de 2011 à 2017.
- Claude Gewerc, président du conseil régional de Picardie de 2004 à 2015.
- Yves Rome, sénateur depuis 2011, député de 1997 à 2002, conseiller général de 1988 à 2015, président du conseil général de l'Oise de 2004 à 2015.
- Laurence Rossignol, ministre de 2016 à 2017, secrétaire d'état de 2014 à 2016, conseillère régionale de Picardie de 1998 à 2015, sénatrice depuis 2017 et de 2011 à 2014
- Jean-François Mancel, député plusieurs fois depuis 1978 à nos jours, député européen de 1984 à 1986, Président du conseil général de l'Oise de 1985 à 2004.
- Éric Woerth, ministre du Budget et ministre du Travail sous Nicolas Sarkozy, Député de la quatrième circonscription de l'Oise depuis 2010, conseiller régional de Picardie de 1986 à 2002, conseiller régional des Hauts-de-France depuis 2015 .

### Proposition de blason
| Blason | Blasonnement : Taillé : au premier d’or aux trois bandes d’azur, au second aussi d’azur semé de fleurs de lys d’or ; à la barre d’argent brochant sur la partition. Commentaires : les armoiries combinent les armoiries de l'ancien comté de Ponthieu avec celles de l'ancienne province d'Île-de-France. La barre représente la rivière Oise. |